# Gare de Saint-Géniès-de-Malgoirès
Gare de Saint-Géniès-de-Malgoirès – stacja kolejowa w Saint-Geniès-de-Malgoirès, w departamencie Gard, w regionie Oksytania, we Francji. Jest zarządzana przez SNCF (budynek dworca) i przez RFF (infrastruktura).
Została otwarta w 1840 przez Compagnie des Mines de la Grand’Combe et des chemins de fer du Gard. Stacja jest obsługiwana przez pociągi TER Languedoc-Roussillon.

## Położenie
Stacja znajduje się na linii Saint-Germain-des-Fossés – Nîmes, w km 698,813, pomiędzy stacjami Nozières - Brignon i Fons - Saint-Mamert, na wysokości 88 m n.p.m.

## Linie kolejowe
- Saint-Germain-des-Fossés – Nîmes